# سباق دوفين للدراجات 2003
سباق دوفين للدراجات 2003 (بالإنجليزية: 2003 Critérium du Dauphiné Libéré)‏  هو سباق دراجات هوائية، وهو الموسم رقم 55 من السباق، وأقيم خلال الفترة 8 يونيو 2003، وحتى 15 يونيو 2003، وهو من نوع سباق المرحلة.
فاز فيه بالمركز الثاني إيبان مايو كلينيك، وبالمركز الثالث ديفيد ميلار.

## الفائزون
| الترتيب | الفائز            |
| ------- | ----------------- |
| الثاني  | إيبان مايو كلينيك |
| الثالث  | ديفيد ميلار       |